# Yan Phillipe
Yan Philipe Oliveira Lemos (Belo Horizonte, 17 maggio 2004) è un calciatore brasiliano, attaccante del Atlético San Luis.

## Biografia
È fratello di Marco Túlio, anch'egli calciatore professionista.

## Carriera

### Club
È cresciuto nel settore giovanile dell'Atlético Mineiro, con cui ha firmato il primo contratto professionistico nell'aprile del 2022. Ha debuttato in prima squadra l'8 novembre seguente nell'incontro di Série A perso 2-0 contro il Botafogo.
Rimasto inutilizzato per tutto il 2023, il 31 gennaio 2024 è stato acquistato a titolo definitivo dall'Atlético San Luis.

## Statistiche

### Presenze e reti nei club
Statistiche aggiornate al 2 marzo 2025.
| Stagione        | Squadra           | Campionato      | Campionato | Campionato | Coppe nazionali | Coppe nazionali | Coppe nazionali | Coppe continentali | Coppe continentali | Coppe continentali | Altre coppe | Altre coppe | Altre coppe | Totale | Totale | Totale |
| Stagione        | Squadra           | Comp            | Pres       | Reti       | Comp            | Pres            | Reti            | Comp               | Pres               | Reti               | Comp        | Pres        | Reti        | Pres   | Reti   |        |
| --------------- | ----------------- | --------------- | ---------- | ---------- | --------------- | --------------- | --------------- | ------------------ | ------------------ | ------------------ | ----------- | ----------- | ----------- | ------ | ------ | ------ |
| 2022            | Atlético Mineiro  | M1/MG+A         | 0+1        | 0          | CB              | 0               | 0               | CL                 | 0                  | 0                  | -           | -           | -           | 1      | 0      |        |
| gen.-giu. 2024  | Atlético San Luis | LMX             | 6          | 2          | -               | -               | -               | -                  | -                  | -                  | LC          | 0           | 0           | 6      | 2      |        |
| 2024-2025       | Atlético San Luis | LMX             | 22         | 2          | -               | -               | -               | -                  | -                  | -                  | LC          | 2           | 0           | 24     | 2      |        |
| Totale carriera | Totale carriera   | Totale carriera | 29         | 4          |                 | 0               | 0               |                    | 0                  | 0                  |             | 2           | 0           | 31     | 4      |        |